# Argia cyathigera
Argia cyathigera är en trollsländeart som beskrevs av Navás 1934. Argia cyathigera ingår i släktet Argia och familjen dammflicksländor. Inga underarter finns listade i Catalogue of Life.